# Pelarrodríguez
Pelarrodríguez – gmina w Hiszpanii, w prowincji Salamanka, w Kastylii i León, o powierzchni 14,64 km². W 2011 roku gmina liczyła 182 mieszkańców.